# BBC西部

播出地區

BBC西部（BBC West）是英國廣播公司（BBC）在英格蘭的一個播出地區，播出範圍包括了布里斯托、威爾特郡的大部分地區、威爾特郡東部和北部地區、格洛塞特郡的大部分地區和多塞特郡北部地區，總部位於布里斯托。BBC東北和坎布里亞製作地方新聞節目BBC Points West、新聞雜誌節目Inside Out、政治節目Sunday Politics和足球雜誌節目Late Kick Off，並且也製作獨立的廣播節目。BBC西部的總部位於布里斯托。

## 外部連結
- 在BBC Online了解BBC Local News
- 在BBC Online了解BBC Points West